# Iglesia de San Miguel de Aiguilhe
La iglesia de San Miguel (en francés: église Saint-Michel) es una pequeña iglesia o capilla románica francesa situada en Aiguilhe, comuna limítrofe de Le Puy-en-Velay, en el departamento de Haute-Loire y la región de Auvernia. La primera construcción se remontaría a 961, y fue erigida en abadía en el siglo XII.
La iglesia está situada sobre un cuello volcánico (un neck), al pie del cual se encuentra otro edificio románico destacado: la capilla Saint-Clair d'Aiguilhe. El promontorio tiene 85 metros de altura y se puede acceder a la capilla por 268 escalones tallados en la roca. 
El edificio ha sido objeto de una clasificación como monumento histórico: es parte de la primera lista de los monumentos históricos de Francia, la lista de monumentos de 1840, que contaba con 1034 monumentos.

## Historia

El arco trilobulado del portal

La construcción de la iglesia está ligada al obispo Gotescalco, obispo de Puy-en-Velay en 935, célebre por haber ido en 950 o 951 a Santiago de Compostela, y haber creado lo que se convertirá en una de las rutas de peregrinaje más conocidas de la Edad Media. 
A petición del decano de la iglesia de Puy, Truannus, que quería construir una capilla en la roca de Aiguilhe, dio el permiso para construir el santuario de San Miguel de Aiguilhe, de inspiración mozárabe antes de 961. La capilla fue dedicada el jueves 18 de julio de 961. La elección del culto del arcángel Miguel en un sitio elevado se hizo a semejanza del santuario italiano erigido en 492 en el monte Sant'Angelo en las montañas del Gargano.
Se dice que en el año 1429 la madre de Juana de Arco, Isabelle Romée, fue a la capilla a rezar.

## Arquitectura

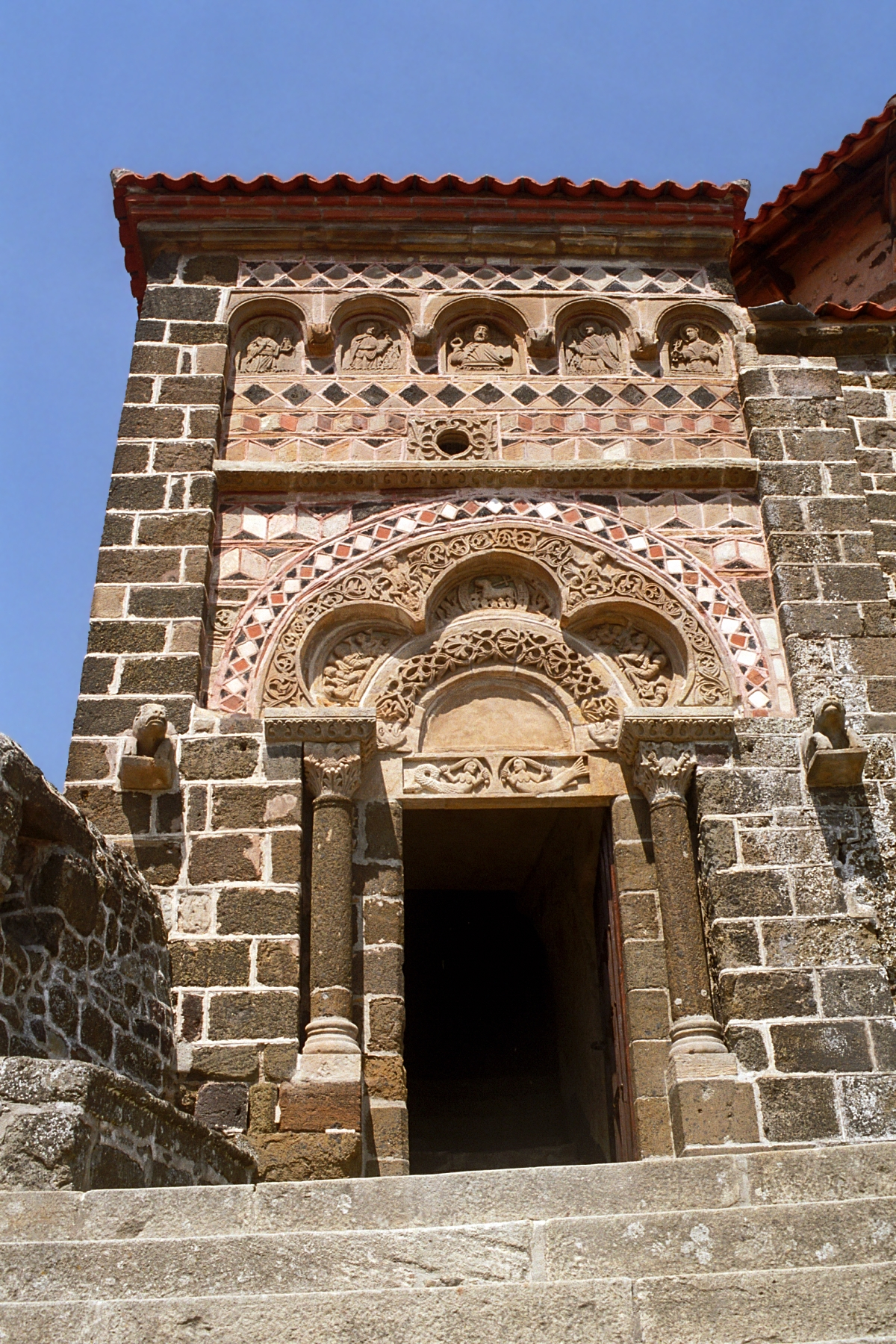
El portal rematado por un arco trilobulado y mosaicos de piedras policromadas

La iglesia, construida en roca volcánica, tiene un portal adornado con un arco polilobulado, característico de la arquitectura omeya del califato de Córdoba que se extendió en la arquitectura románica francesa a través de la influencia de los peregrinos a lo largo de las grandes rutas francesas del Camino de Santiago de Compostela y, en particular, a lo largo de la Vía Podiensis que pasa por Aiguilhe. La peregrinación se confía a la responsabilidad de los sacerdotes de la Comunidad San Martín.
La puerta está enmarcada por dos columnas coronadas cada una por un capitel esculpido con hojas de acanto y de un motivo antropomorfo o zoomorfo. Está coronada por un dintel esculpido y decorado con dos sirenas enfrentadas, que soporta un tímpano bordeado por un friso de follaje. Sobre este friso se apoya el arco trilobulado, decorado con follaje y motivos antropomorfos. El interior de los lóbulos está decorado con escenas esculpidas, incluyendo el cordero pascual.
Por encima del arco hay una decoración de mosaicos de piedras policromadas rematadas de una arcada sobre las que está representado el Cristo rodeado de San Juan, la Virgen, el arcángel Miguel y San Pedro.